# 马阿勒阿杜明
马阿勒阿杜明（希伯來語：‎），以色列西岸地区城市，距离耶路撒冷7公里。1991年，马阿勒阿杜明升格为市。2011年，该市人口39,000。马阿勒阿杜明是西岸地区第3大以色列定居点，濒临1号公路。国际社会认为以色列定居点为非法，但以色列对此表示异议。